# Giuseppe Bruscolotti
Giuseppe Bruscolotti   (Sassano, 1 de juny de 1951) és un exfutbolista italià dels anys setanta i vuitanta que jugava com a defensa. Era conegut pels aficionats com a "Pal e fierr" ("pal de ferro") a causa de la seva fortalesa física.

## Trajectòria
El seu primer club va ser el Sorrento, amb el qual va debutar el 1970, a la Serie C. Després d'aconseguir l'ascens a la Serie B i disputar una altra temporada amb l'equip sorrentí, va ser adquirit pel Napoli. El seu debut en la Sèrie A se va produir el 24 de setembre de 1972 (Napoli-Ternana 1-0).
Va jugar en l'equip azzurro fins al 1988, disputant 16 temporades per un total de 511 partits (rècord de presències absolutes en el club partenopeu només per sota de Marek Hamšík) i guanyant un Scudetto, dues Copes d'Itàlia i una Anglo-Italian League Cup.

## Palmarès

### Club
Sorrento
- Serie C (1): 1970–71

Napoli
- Serie A (1): 1986–87
- Coppa Italia (2): 1975–76, 1986–87
- Copa de la Lliga anglo-italiana de futbol (1): 1976

### Rècords
- Segon jugador amb més partits jugats amb el Napoli (després de Marek Hamšík): 511[1]
- Segon jugador amb més partits en lliga amb el Napoli (Serie A) (després de Marek Hamšík): 387[1]